# Kadijksplein 4

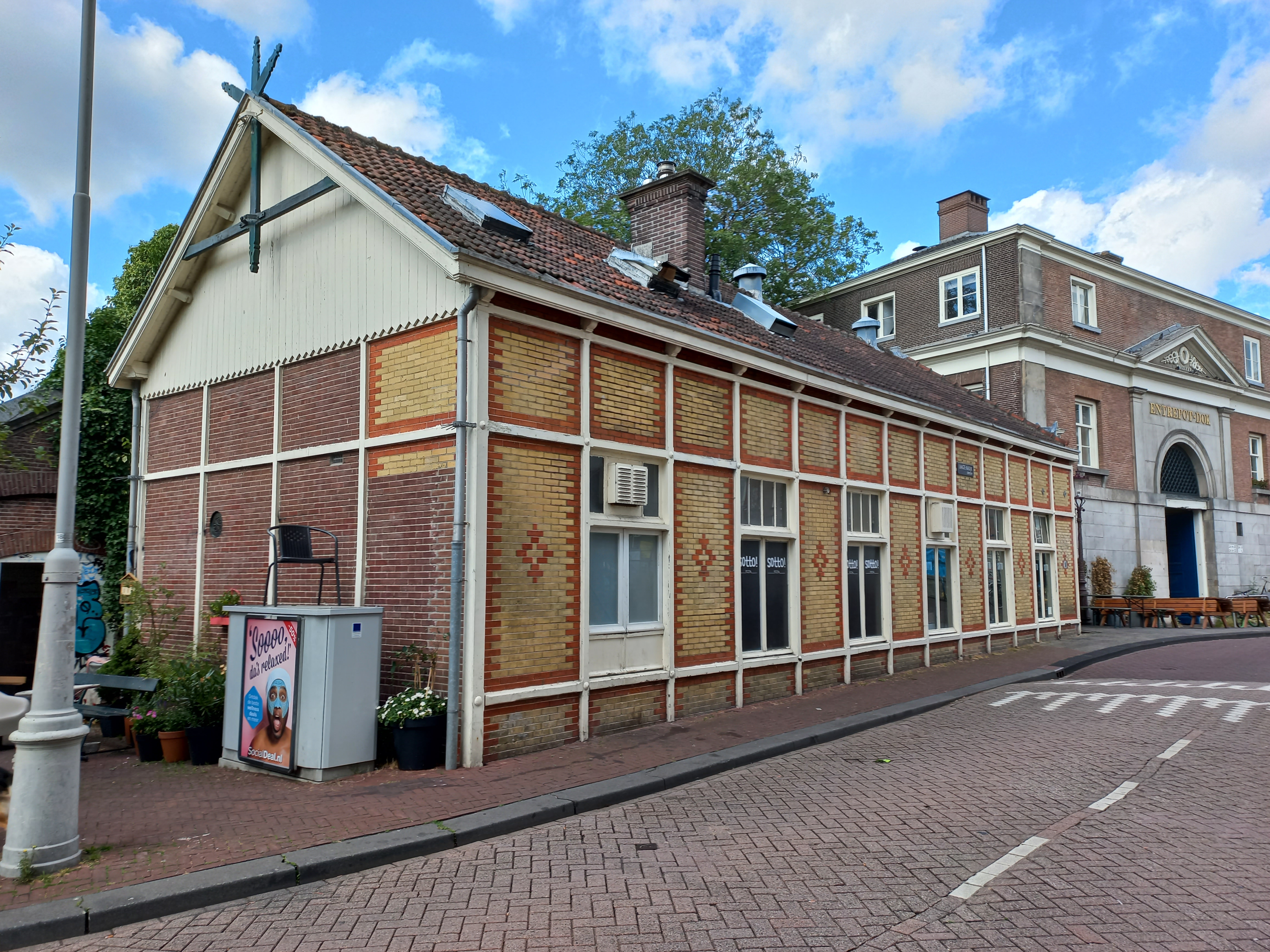
Kadijkslpein 4 gezien vanaf Laagte Kadijk (juli 2023)

Kadijksplein 4 te Amsterdam is een gebouw aan het Kadijksplein in Amsterdam-Centrum. Het is een gemeentelijk monument (202059); het staat bekend als het "Koffiehuis van den Volksbond".

## Geschiedenis
Arbeiders die werkten in het Entrepothaven moesten buiten werktijden en voor hun betaling uitwijken naar (horeca)gelegenheden in de buurt. In 1895 stelden zij voor dat voor een centrale plaats er een gebouwtje kon komen op de terreinen van het entrepotdok. De plaats zou nabij het entrepot zijn aan de Laagte Kadijk. De Gemeente Amsterdam was het met hun eens en liet de voorloper van de Dienst der Publieke Werken een wacht- en afrekeningsgebouw ontwerpen. De bouw ging snel; het Algemeen Handelsblad van 8 april 1896 meldde nog dat een aanvang was gemaakt met de bouw; verwachte oplevering half mei.  Opening vond half juni 1896 plaats. Men kon er niet alleen wachten op werk of geld, maar een kleine versnapering kon er ook gekocht worden.  Uitbater werd de R.K. Volksbond (Volksbond, Vereeniging tegen drankmisbruik), die hiermee tevens trachtte te voorkomen dat verdiend geld direct in de drank verdween in plaats van dat het mee naar huis werd genomen. 
Het gebouw werd opgeleverd in een chaletachtige stijl met eigenlijk maar één bouwlaag met schilddak. Het gebouw is daarmee veel lager dan de omringende gebouwen. Echter het valt het meest op door de rood- en geelkleurige bakstenen in grote delen van de gevel inclusief baksteen versieringen. In het bouw waren tevens een woonkamer en slaapkamer van de beheerder ondergebracht. Het gebouw lijkt op een soortgelijk gebouw aan de Cruquiusweg 9, ook ontworpen door Publieke Werken en ook een volkskoffiehuis.
Nadat de Volksbond verdween, kwam het gebouw leeg te staan, kreeg enige andere bestemmingen maar in 1991 was er weer een restaurant gevestigd, dat in 2017 haar deuren sloot. Ook daarna behield het haar horecabestemming, in 2023 een pizzeria. 

## Bijzonderheid
Midden in de strekgevel is het straatnaambord Laagte Kadijk geplaatst. Het pand heeft haar toegangsdeur echter aan de kopse kant, het Kadijksplein.